# Vera Buck
Vera Buck (* 5. September 1986 in Salzkotten) ist eine deutsch-schweizerische Schriftstellerin.

## Leben und Werk
Vera Buck studierte Journalistik in Hannover und Scriptwriting auf Hawaii. Während des Studiums schrieb sie Texte für Radio, Fernsehen und Zeitschriften, später Kurzgeschichten für Anthologien und Literaturzeitschriften.
Nach dem Studium wurde sie für den Master of Arts „Crossways in Cultural Narratives“ ausgewählt und studierte in Frankreich, Spanien und Italien. 2011 erhielt sie von der Studienstiftung des deutschen Volkes ein Stipendium für die Sommerakademie Writing Science in Fiction in St. Johann (Ahrntal), Italien, und war 2012 Finalistin beim 20. Open Mike in Berlin.
2015 veröffentlichte Vera Buck ihren Debütroman Runa, eine Mischung aus historischem Kriminalroman und Medizinthriller. Für das Debüt wurde sie für den Friedrich-Glauser-Preis  2016 nominiert und erhielt Preise im In- und Ausland. Runa wurde ins Polnische und Niederländische übersetzt. 2018 erschien die Taschenbuchversion im Blanvalet Verlag unter dem Titel Runas Schweigen.
Es folgten Das Buch der Vergessenen Artisten (2018), das die Verschleppung der Jahrmarkt-Artisten zur Zeit des Nationalsozialismus aufarbeitet, und Der Algorithmus der Menschlichkeit (2021). Wolfskinder, ihr Thriller-Debüt, erschien 2023 beim Rowohlt-Verlag und wurde für den Friedrich-Glauser-Preis 2024 nominiert. 2022 erhielt sie den deutschen Kurz-Krimipreis.
Ihr Thriller Das Baumhaus erschien am 14. Mai 2024 ebenfalls im Rowohlt-Verlag. Er steht auf der Shortlist des Crime Cologne Awards 2024.
Buck spricht fünf Sprachen. Seit 2012 lebt und arbeitet sie in der Schweiz. Neben ihrer schriftstellerischen Tätigkeit arbeitet sie als Schreibcoach und Mentorin.

## Werke
- 2025 Der dunkle Sommer: Nur einer weiß, was in jener Nacht geschah. (Thriller), Rowohlt Taschenbuch, Hamburg 2025, ISBN 978-3-499-01685-1
- 2024 Das Baumhaus. (Thriller), Rowohlt, Hamburg 2024, ISBN 978-3-499-00971-6
- 2023 Wolfskinder (Thriller), Rowohlt, Hamburg 2023, ISBN 978-3-499-00968-6
- 2021 Der Algorithmus der Menschlichkeit (Roman), Limes Verlag, München 2021, ISBN 978-3-8090-2728-7
- 2018 Das Buch der vergessenen Artisten (Roman), Limes Verlag, München 2018, ISBN 978-3-8090-2679-2, Taschenbuch: Blanvalet Taschenbuch Verlag, 2021, ISBN 978-3-7341-0748-1
- 2015 Runa (Roman), Limes Verlag, München 2015, ISBN 978-3-8090-2652-5, Taschenbuch: Runas Schweigen, Blanvalet Taschenbuch Verlag, 2018, ISBN 978-3-73410613-2
- 2012 Damenschnitt, Anthologie 20. Open Mike (Allitera Verlag)[6]
- 2012 Physiognomische Lektüre, Literaturzeitschrift Entwürfe
- 2012 Das Zimmer war leer, Literaturzeitschrift Das Narr
- 2012 Dass meine Frau mich noch erkennt, Anthologie Nicht Allein, Iris Kater Verlag, ISBN 978-3-940063-89-2
- 2012 Wortbrecher, Zeitschrift Die Zeit
- 2010 Zeitlos, Anthologie In die Zeit Gefallen

## Auszeichnungen
- 2024 Shortlist Crime Cologne Award
- 2024 Nominiert für den Friedrich-Glauser-Preis
- 2022 Deutscher Kurzkrimi-Preis
- 2016 Skoutz Award; Kategorie "Historischer Roman"
- 2016 "Beste Boeken 2016" by Trouw (Netherlands)
- 2012 Finalistin beim 20. Open Mike
- 2012 Publikumspreis des 11. Nordhessischen Literaturwettbewerbs
- 2011 Stipendiatin Sommerakademie ,Writing Science in Fiction‘, St. Johann
- 2008 Hawaii Pacific University Shortscript Contest 2008, Kategorie ,Original Screenplay‘